# Acide cholique
L'acide cholique ou cholalique (synonyme ancien) est un acide biliaire, dérivé du stéroïde cholane. C'est une substance cristalline blanche insoluble dans l'eau (soluble dans l'alcool et l'acide acétique), avec un point de fusion de 200 à 201 °C. Les sels de l'acide cholique sont appelés cholates. L'acide cholique, avec l'acide chénodésoxycholique, est l'un des deux principaux acides biliaires produits par le foie, où il est synthétisé à partir du cholestérol. Les deux principaux acides biliaires, dérivés du cholate représentent 80 % de tous les acides biliaires. Ces dérivés sont fabriqués à partir de cholyl-CoA qui est un conjugué avec la glycine ou taurine.
L'acide cholique et l'acide chénodésoxycholique sont les plus importants chez l'homme. Certains autres mammifères présentent la synthèse de l'acide désoxycholique.
L'acide cholique existe en médicaments. 
L'acide cholique est utilisé comme émulsifiant alimentaire sous le numéro E1000.

## En médecine
L'administration d'acide cholique exogène chez les patients atteints de déficits de synthèse et de métabolisation de cette molécule permet d'inhiber les voies endogènes défectueuses par rétrocontrôle négatif et éviter des conséquences lourdes pour leur santé, et de favoriser une fonction hépatique proche de conditions non-pathologiques.
De très importants progrès ont pu être réalisés dans la prise en charge de déficit en certaines enzymes 3β-HSD, pathologies nécessitant auparavant une transplantation hépatique, en permettant de ne plus y avoir recours. D'après la HAS, l'acide cholique permettrait de "surseoir à la transplantation hépatique et d’améliorer l’ensemble de la symptomatologie, de normaliser la biologie, d’améliorer les lésions histologiques hépatiques, avec une bonne tolérance".
Ces progrès sont marqués par l'attribution par la commission de transparence de la HAS, du rang d'ASMR I (progrès majeurs par rapport aux thérapeutiques existantes) en février 2014, à la spécialité Orphacol, première indiquée dans le traitement efficace de tels déficits.